# نهران (قزوین)
نهران (قزوین)، روستایی از توابع بخش طارم سفلی شهرستان قزوین در استان قزوین ایران است. از محصولات اصلی این روستا زیتون و گیلاس می‌باشد.

## جمعیت
این روستا در دهستان خندان قرار دارد و براساس سرشماری مرکز آمار ایران در سال ۱۳۹۵، جمعیت آن ۱۱۱ نفر (۴۳خانوار) بوده‌است.

## زبان
اهالی نهران به ترکی آذربایجانی صحبت می‌کنند.

## جاهای دیدنی
- درخت زیتون کهنسال ۸۰۰ ساله نهران به ارتفاع ۱۲ متر
- آبشار دربند نهران به ارتفاع ۱۰ متر[۲]